# Traian (okręg Bacău)
Traian – wieś w Rumunii, w okręgu Bacău, w gminie Traian. W 2011 roku liczyła 1125 mieszkańców.